# 202. fusilirski polk (Wehrmacht)
Za druge 202. polke glej 202. polk.
202. fusilirski polk (izvirno nemško Füsilier-Regiment 202) je bil fusilirski polk v sestavi redne nemške kopenske vojske med drugo svetovno vojno.

## Zgodovina
Polk je bil ustanovljen 11. junija 1943 z reorganizacijo 202. grenadirskega polka in dodeljen 75. pehotni diviziji. 
Polk je po reorganizaciji prevzel tradicijo fusilirskega polka »Kaiser Wilhelm« št. 90 iz Rostocka.  
V zimi 1943/1944 je bil uničen 2. bataljon, zato so preimenovali 3. bataljon v drugega.